# Podstrana – Žminjača
Podstrana – Žminjača naselje je u općini Podstrana u Splitsko-dalmatinskoj županiji u Hrvatskoj.

## Povijest
Do teritorijalnog preustroja Hrvatske naselje je bilo u sastavu Općine Split. Podstrana – Žminjača kao samostalno naselje navodi se od popisa stanovništva 2021. godine. Nastalo je podjelom naselja Podstrana.

## Stanovništvo
Na popisu 2021. Podstrana – Žminjača imala je 1021 stanovnika.